# Sîdorivka, Hluhiv
Sîdorivka (în ucraineană Сидорівка) este un sat în comuna Ulanove din raionul Hluhiv, regiunea Sumî, Ucraina.

## Demografie
Componența lingvistică a localității Sîdorivka
     Rusă (70%)
     Ucraineană (30%)
Conform recensământului din 2001, majoritatea populației localității Sîdorivka era vorbitoare de rusă (70%), existând în minoritate și vorbitori de ucraineană (30%).